# Bolwerk (Noordlaren)

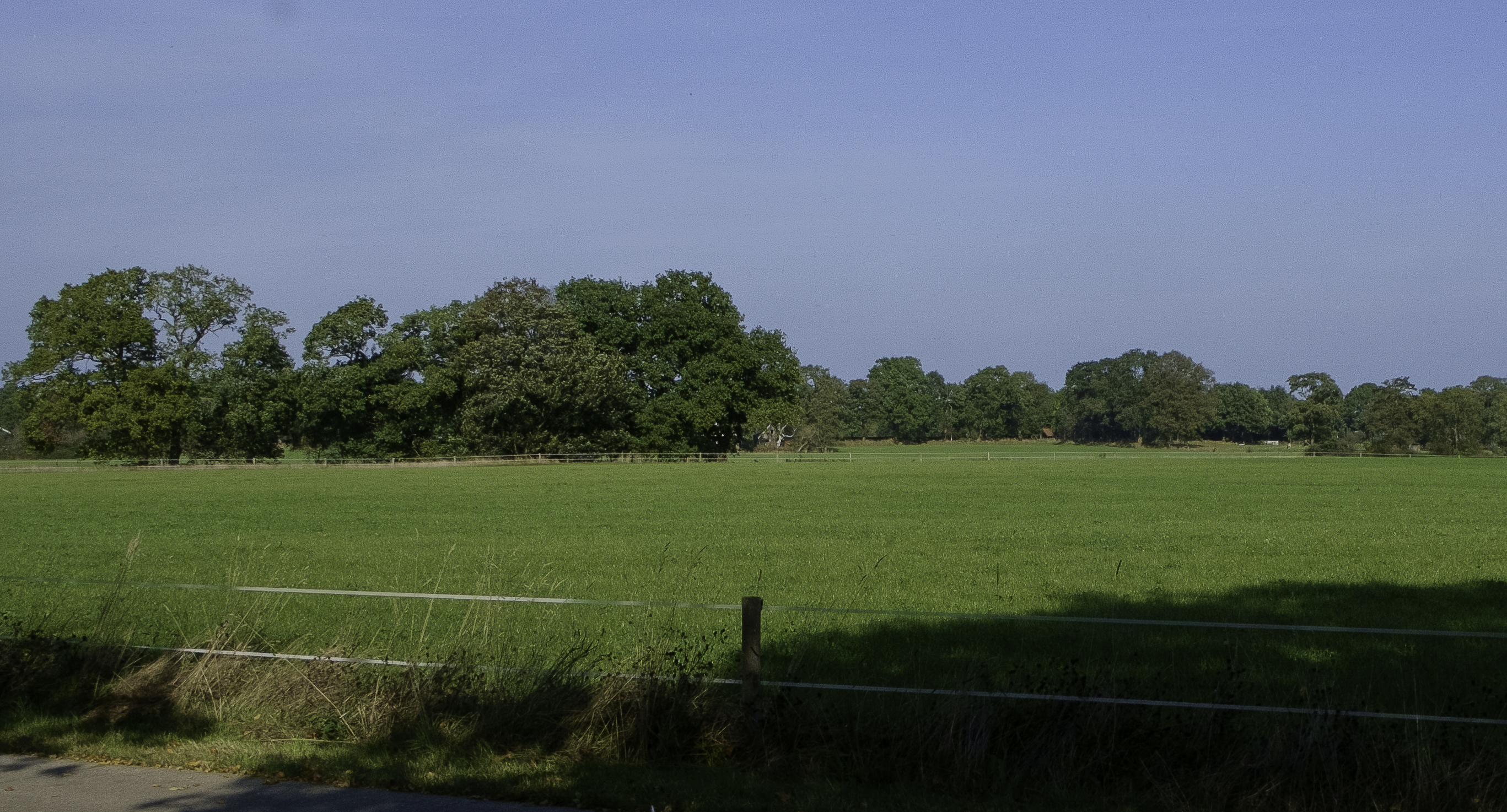
Vroegere locatie van het Bolwerk gezien vanaf de Zuidlaarderweg; op de achtergrond in het open veld voor het hek rechts van het bosje

Het Bolwerk was in de middeleeuwen een ringwalburcht of mottekasteel in het noorden van Nederland, in de huidige gemeente Groningen in de huidige provincie Groningen.

## Naam
Het Bolwerk wordt wel gelijkgesteld met de vestingen Nutspete, Mitspete of Lare, al is het maar zeer de vraag of het om dezelfde vestingen gaat. Het Bolwerk is namelijk alleen als archeologische plek en veldnaam bekend, terwijl de andere namen alleen in historische bronnen voorkomen. Wel lijken de historische bronnen te duiden op een plek waaraan het Bolwerk voldoet. De uitgang -spete bij Mit- en Nutspete zouden verder ook kunnen wijzen op een respectievelijk 'middendoor' en 'nuttige' vergraving van ofwel de weg door het moeras of voor de aanleg van de versterking zelf, maar -spete kan evengoed verwijzen naar een 'ontginning'.

## Geschiedenis

### Locatie en betekenis
Het is onbekend wie de vesting oorspronkelijk bouwde en wanneer dit gebeurde. Het is niet ondenkbaar dat de vesting oorspronkelijk gebouwd werd door de stad Groningen voor de verdediging van haar zuidgrens. Andere ringwalburchten aan zuidelijke uitvalswegen van de stad waren de Burcht van Wolfsbarge en de Waterburcht van Eelde. Het Bolwerk is qua omvang en afstand tot de weg het beste vergelijkbaar met de Burcht van Wolfsbarge.
De versterking stond ten zuiden van de Vogelzangsteeg, ten oosten van de Hoge Hereweg en ten noorden van Noordlaren. Het was een strategische plek, aan zuidzijde van een laagte die de Hondsrug van west naar oost doorsnijdt en die waarschijnlijk vroeger een verbinding tussen de Drentsche Aa en de Hunze heeft gevormd. Ter plekke staat deze laagte tegenwoordig bekend als de Besloten Venen. Aan noordzijde van deze laagte lag een hoogte (Appelbergen) en aan zuidzijde het hoger gelegen Noordlaarder dorpsgebied en de Noordlaarder es. De Hereweg had hier het karakter van een pasweg, en was de enige verbinding tussen Groningen en Coevorden door de moerassen aan weerszijden van de Hondsrug. Het Bolwerk lag op een uitstekende keileemrug aan de rand van het moeras en was dus strategisch aan de rand van het moerassige gebied geplaatst. Het overzag de zuidgrens van de prefectuur van Groningen en beheerste als zodanig de grens tussen Groningen en Drenthe.
Uit archeologische opgravingen en luchtfoto's komt naar voren dat het Bolwerk bestond uit een tweetal concentrische wallen, waarvan de buitenste een diameter had van 20 meter. Rondom beide wallen lagen twee greppels, waarvan de buitenste een diameter van ongeveer 130 meter had. In het centrum stond waarschijnlijk een houten mottekasteel.

### Historische koppeling
In het verleden is het Bolwerk gekoppeld aan de versterking Blankeweer, zoals bijvoorbeeld door archivarissen Feith en Magnin (naar aanleiding van het bezoek van Janssen in 1846). Gerrit Overdiep vond dit niet overtuigend en koppelde het Bolwerk in de jaren 1960 aan historische bronnen over de Nutspete, Mitspete, Lare en 'munitio Threntorum'. De vesting 'Lare' wordt voor het eerst genoemd in 1227, toen de Drenten na de slag bij Ane hun vesting bij 'Lare' overdroegen aan de bisschop van Utrecht. Mogelijk hadden zij deze veroverd op de Groningers en droegen deze nu uit angst voor repercussies weer over aan de bisschop, de gezagsdrager over Groningen. In hetzelfde jaar bouwden de Groningers iets noordelijker een nieuwe versterking, mogelijk op de plek van het huidige Huis te Glimmen. Daarop rukten de Coevordenaren volgens de Narracio op naar Glimmen en vernietigden dit huis. Dit vormde de aanleiding voor een vier jaar durend bloedig conflict over de Nutspete. Dat eindigde met een verdrag in 1232, waarbij de Drenten 10.000 pond schadevergoeding moesten betalen aan de bisschop en de Groningers vrije doorgang moesten verlenen. De Drenten behielden de vesting echter klaarblijkelijk of wisten deze later te heroveren, want in een oorkonde uit 1339 wordt gesproken van de 'munitio Threntorum' ('versterking van de Drenten'). Nadat de Groningers begonnen waren met de verwoesting van het kasteel Selwerd, besloten Reinoud II van Coevorden en 'ende dat lant van Drenthe' om eieren voor hun geld te kiezen en beloofden daarom in een oorkonde uit 1357 'de veste up der were' te slopen en nooit weer een fort te bouwen in het gebied tussen Noordlaren en Groningen. Jan van den Broek stelt dat met de 'de veste up der were' niet het kasteel Selwerd werd bedoeld zoals lang gedacht, maar de Nutspete. Dit zal mogelijk ook het moment zijn geweest dat de noordgrens van Drenthe werd verplaatst van de noordzijde naar de zuidzijde van Noordlaren. Archeoloog Diana Spiekhout acht de argumentatie van Overdiep echter niet overtuigend. Dit vanwege de sporen zoals te zien op de hoogtekaart AHN, de historische ontwikkeling van het gebied en de argumentatie van Overdiep voor de koppeling van het Bolwerk aan deze historische fortificatie: de bedoelde landweer is namelijk niet traceerbaar ten noorden van het Besloten Veen waar Overdiep die had gedacht. Er zijn echter wel resten van een ongeveer 2 kilometer lange landweer aan zuidzijde van het Besloten Veen getraceerd op de AHN.
Toen bisschop Frederik van Blankenheim in 1400 een nieuwe poging deed om Groningen tot gehoorzaamheid te dwingen liet hij het nieuwe fort Blankeweer (of Blankeborg) bouwen. Onduidelijk is of deze versterking er vlakbij werd gebouwd of dat dit juist de stichting van het Bolwerk was, iets wat Spiekhout voor mogelijk houdt. Echter, ook in het perceel direct ten noorden van het Bolwerk is op een luchtfoto uit 1965 een vierkante verkleuring zichtbaar. Mogelijk dat archeologisch onderzoek in beide percelen hierover in de toekomst meer helderheid kan geven. Het Bolwerk was toen in elk geval niet grondig verwoest, want in 1846 waren de contouren nog duidelijk aanwezig (zie verderop in de tekst).
Of alle bovenvermelde feiten slaan op het Bolwerk blijft onzeker. Ook omdat de locatie van de versterking Blankeweer nooit is teruggevonden en deze wel op veel kaarten vermeld staat. Daarbij zijn de plaatsaanduidingen in de Narracio dusdanig globaal, dat het niet uitgesloten is dat de genoemde vestingen op een geheel andere plek lagen.

### Onderzoek en verdwijning

Het bolwerk is nog zichtbaar op het Actueel Hoogtebestand Nederland (AHN3).

In 1846 werd het terrein bezocht en opgemeten door oudheidkundige Leonhard Johannes Friedrich Janssen. Hij gaf de volgende afmetingen: het binnenste podium had een breedte van 40 tot 50 meter en werd omringd door een 6 meter brede en 1,5 meter hoge wal. Daarachter bevond zich een gracht die ongeveer 4,5 meter lager lag dan het binnenste podium, een breedte had van 12 meter en gevuld was met water. Daaromheen lag een eveneens ongeveer 12 meter brede en 1,5 tot 2,5 meter hoge wal met daaromheen nogmaals een even brede gracht en een even grote wal. Janssen trof ook resten van bakstenen aan op het terrein, dat toen moeilijk begaanbaar was omdat het dichtbegroeid was. Op recente luchtfoto's is nog een mogelijke derde gracht zichtbaar, die destijds waarschijnlijk al gedempt was. Janssen schatte de totale diameter op 160 tot 170 meter. Op luchtfoto's en hoogtekaart lijkt echter slechts sprake van een diameter van 140 meter.
In 1918 werd het terrein van de burcht geëgaliseerd door een lokale boer. De restanten vormen tegenwoordig een archeologisch monument. Tijdens de droge zomer van 2018 waren de contouren goed zichtbaar op luchtfoto's doordat de later opgevulde grachten zachter van textuur zijn, waardoor gras er dieper kan wortelen en zo groener bleef dan het omringende weiland. Er werden toen ook twee kleinere cirkels waargenomen aan oostzijde van de weg, die mogelijk bij het Bolwerk behoorden.